# Tesla Roadster
Tesla Roadster er en batteridreven elbil, produceret af Tesla Motors i Californien mellem 2008 og 2012. Det var det første masseproducerede, motorvejsparate elektriske køretøj i USA. Siden 2008 har Tesla solgt mere end 2.400 Roadstere i 31 lande. I 2010 begyndte Tesla at producere Roadstere med rattet i højre side, målrettet det britiske marked. Prisen for en nybygget Roadster lå i 2010 på 109.000 USD i USA, 86.950 GBP i UK, 191.888 AUD i Australien og ca. 84.000 euro i det kontinentale Europa (Skandinavien undtaget). Som et elektrisk køretøj kunne man dog i mange lande få skattefradrag, rabat e.l.
Tesla Roadster var den første masseproducerede elbil, der brugte lithium-ion-batterier, og den første elbil, der kunne køre mere end 200 miles (ca. 320 km) på en opladning. Verdensrekorden for længste tur i masseproduceret elbil uden opladning blev sat med en Roadster den 27. oktober 2009 i Australien, med en gennemsnitshastighed på 40 km/t. I følge United States Environmental Protection Agency (U.S. EPA) kan en Tesla Roadster køre 397 km på en opladning (blandet kørsel), og kan accelerere fra 0-97 km/t på 3,7 sekunder. Den bruger 135 Wh/km og har gennemsnitligt en udnyttelsesgrad af energien på 88%.
Den 6. februar 2018 opsendte stifteren af Tesla, Elon Musk, en af sine egne Roadsters ombord på SpaceX-raketten Falcon Heavy.

## Historie

### 2008-modellen
Tesla Roadster blev officielt fremvist til offentligheden første gang den 19. juli 2006 ved et arrangement i Santa Monica Airport, Californien. Den første biludstilling, Roadsteren deltog i, var San Francisco International Auto Show, 18. - 26. november samme år. Senere har Roadsteren været med i adskillige biludstillinger, blandt andet i Los Angeles, Detroit og Frankfurt.
Den første Roadster blev leveret til Teslas CEO og hovedinvestor Elon Musk i februar 2008. Tesla producerede yderligere 500 biler af denne model i 2008 og 2009.

### 2010-modellen
I juli 2009 begyndte Tesla at producere 2010-modellen. Samtidig begyndte Tesla at producere Roaster Sport, som er samme model som 2010'eren, men blot med en lidt anden motor mm. Bilen er bl.a. lidt hurtigere, da den kan accelerere fra 0-97 km/t på 3,7 sekunder, hvor den almindelige Roaster kunne gøre det samme på 3,9 sekunder. Ændringer i 2010-modellen ift. den originale inkluderer:
- Et opgraderet interiør og en gearvælger med knapper.
- Et handskerum lavet af læder.
- Et central placeret video-display, der blandt andet kan vise forventet rækkevidde, antal liter benzin sparet og energiforbruget over de sidste kilometer.
- En indstillelig affjedring i bilen.
- En mere kraftfuld opvarmning og aircondition.
- En mere effektiv motor, der bruger mere af energien på at køre fremad.
- Flere ting for at reducere lydniveauet i bilen.

Samtlige af disse ting, undtagen den forbedrede motor, var inklusiv eller kunne tilkøbes til den almindelige model.

### Roadster 2.5
I juli 2010 introducerede Tesla den nyeste Roadster, den såkaldte "2.5". De nye ting i Roadster 2.5 inkluderer:
- Et nyt udseende, med en ændret front og bagende, der skulle "vise Teslas fremtid".
- Hjul, der både kunne fås i sølv og sort.
- Nye sæder med forbedret komfort.
- En tilkøbelig 7-tommers touchskærm, der kunne vise bagkameraet.
- Endnu en reduktion i lydniveauet.

Tesla producerede Roadsteren indtil januar 2012, hvor kontrakten med Lotus om fremstilling af. Tesla stoppede med at modtage ordrer til Roadsteren i USA i august 2011.

### Roadster 3.0
Den 26. december 2014 meddelte Tesla at de har tegneplanen på bordet og er i gang med Roadster 3.0. Den nye Roadster inkluderer:
- Bedre batterier, med 70 kWh, men en rækkevidde på omkring 650 km (400 mi).
- Aerodynamik vil blive forbedret med 15%.
- Mindre modstand i hjulene (Rolling Resistance), fra 11kg/ton ned til 8.9kg/ton.

De meddeler også at man vil kunne se en demonstration her i de tidlige uger af 2015.

## Produktion
Roadsteren er en amerikansk produceret bil, der har et såkaldt "Vehicle Identification Number" ligesom alle andre amerikanskproducerede biler, men den består af dele fra hele verden. Fx kommer panelerne fra den franske fabrikant Sotira. Disse bliver så sendt fra Frankrig til Hethel, UK, hvor Lotus bruger dem til at fremstille Roadsterens chassis. Bremserne bliver fremstillet af Siemens i Tyskland, og gearvælgeren fremstilles i Detroit. Roadsteren deler cirka 6 procent af dens komponenter med den britiske bil Lotus Elise, heriblandt vindskjold, airbags og nogle dæk.
Til kunder i Nordamerika blev chassiset sendt til Menlo Park i Californien for at blive samlet. Til kunder uden for Nordeuropa (primært Europa og Asien) blev chassiset sendt til og samlet i Hethel i Storbritannien.
Frem til december 2011 havde Tesla en kontrakt med Lotus, der producerede store dele af chassiset. Men kontrakten udløb, da chassiset til Roadster nr. 2500 blev lavet. Tesla lavede den sidste Roadster i januar 2012, hvorefter produktionen ophørte.

### Tidslinje
- 17. marts 2008: Serieproduktion starter.
- 30. september 2008: Kun 30 Roadstere er blevet leveret, hvilket ligger under forhåbningerne.
- 9. december 2008: Roadster nr. 100 bliver leveret.[11]
- 11. februar 2009: 200 Roadstere er blevet produceret.
- Slutningen af maj 2009: 500 Roadstere er blevet leveret.
- Juli 2009: Tesla opnår for første gang overskud, da 109 Roadstere bliver leveret på en måned.[12]
- 15. september 2009: Den 700. Roadster bliver leveret.
- 13. januar 2010: Tesla oplyser, at de netop har leveret Roadster nr. 1000.[13] Da har firmaet solgt bilen i 43 amerikanske stater og 21 lande.
- 16. marts 2010: Tesla oplyser, at de forlænger produktionen af Roadsteren til 2012, og siger samtidig at de vil begynde at sælge Roadsteren i Asien og Australien.[14]
- 2. december 2010: Tesla har leveret 1400 Roadstere.
- Januar 2012: Produktionen af Roadster stopper.
- September 2012: Tesla har leveret 2.418 Roadstere. De resterende bliver solgt inden udgangen af året.

## Salg af bilerne
Tesla leverede 2.450 Roadstere i hele verden mellem 2008 og december 2012. 2012-versionen, der var en ny og forbedret version, blev kun solgt i Europa, Asien og Australien. Teslas undtagelsesvise tilladelse til ikke at have specielle airbags i USA udløb i slutningen af 2011, og derfor kunne bilerne produceret herefter ikke sælges i USA.
Roadsterne har den fordel, at man i flere amerikanske stater kan få skattefradrag ved at købe en (pga. miljøbesparelsen), og kan desuden mange stedet i USA bruger vejbaner ellers forbeholdt busser og taxaer, gratis parkering og gratis opladning. Tesla solgte Roadsterne direkte gennem internettet, en af deres på det tidspunkt 13 udstillingslokaler eller toldfrie telefonlinjer i Nordamerika og Europa.
Roadsteren havde en chassis-garanti på 3 år og 58.000 km. Desuden kunne man tilkøbe en garanti, der også dækkede batteriet. Der kunne også tilkøbes forskellige andre ting, bl.a. lydsystemer, bestemte chassis-farver og ekstra ladekabler

### Salg i USA
Bundprisen for 2010-Roadsteren, som blev solgt til kunder i juli 2009, var 109.000 USD (ca. 650.000 DKK) .
I juli 2009 annoncerede Tesla, at man fremover kunne finansiere sin Roadster gennem Bank of America, en amerikansk bank. Det var muligt at låne op til 75 % af bilens værdi.

### Uden for USA
Tesla solgte Roadstere i Europa fra midten af 2009 til oktober 2012. I den tidsperiode blev der solgt 575 Roadstere i Europa. Tesla åbnede et udstillingslokale i London 25. juni 2009, det første udenfor Nordamerika, og annoncerede samtidig, at de ville bygge specialbyggede biler til venstrekørsel (som i UK). Tesla åbnede en butik i München i september 2009, og en butik i Monaco i november 2009. Tesla åbnede butikker i Zürich og København i 2010, og Milano i 2011. Det var i Europa muligt at reservere 2010-versionen af Roadsteren for et gebyr på 3.000 €, som blev refunderet ved levering af bilen.
8. maj 2012 brød Hansjoerg von Gemmingen fra Karlsruhe, Tyskland, verdensrekorden for længst tilbagelagt afstand i en elbil, da han havde kørt 205.711 km på fire år.
Kvin Yu, direktøren af Tesla Motors Asia Pacific, sagde at Roadstere blev solgt i japanske butikker for en pris mellem ¥12,8 millioner og ¥20 millioner.

## Specifikationer

### Motoren
Roadsteren får kraft fra en elektrisk motor med en - for den almindelige Roadster - maksimal kraft på 248 hestekræfter (185kW). Ved Sport-modellen ligger dette imidlertid på 288 hestekræfter (215kW). Dens drejningsmoment er på 270 Netwonmeter, og er konstant op til 6000 omdrejninger pr. minut. Dette er er meget specielt for elbiler, og er kraftigt medvirkende til deres hurtige acceleration. Motoren i en Roadster er luftafkølet, og er designet til at kunne klare 14.000 omdrejninger pr. minut. Desuden har Roadsterens motor en effektivitet på 88% ved blandet kørsel, dog kun 80% ved tophastighed. Dette ligger dog stadigvæk meget langt fra effektiviteten i en benzin- eller dieselbil, der typisk har en effektivitet på 20-30 %. Motoren vejer desuden omkring 32 kilogram.

### Batteri
Tesla Motors refererer til Roadsterens batteri som Energy Storage System, ofte forkortet som ESS. Batteriet indeholder 6.831 lithium-ion-batterier, placeret i 11 "plader", der hver er delt op i 9 "byggesten", der hver er delt op i 69 batterier (9*11*69 = 6831). Battericellerne er af samme type som dem man finder i en laptop-computer, der er dog normalt kun 6. For at batterierne ikke bliver overophedede køler man dem konstant med luft når bilen kører eller er tændt. Dette system bruger 146 Watt.
Tesla oplyste i februar 2009, at et nyt batteri kostede lidt under 36.000 USD, og at den forventede levetid var 7 år eller 160.000 kilometers kørsel. Batteriet har en forventet kapacitet på 70 % efter fem år og 80.000 kilometers kørsel. Men et studie i 2013 fandt ud af, at selv efter 160.000 kilometers kørsel var kapaciteten på batteriet stadigvæk cirka 80-85 % af det oprindelige. Tesla har en tre års garanti på Roadsteren.

### Genopladning
Der er tre muligheder for at genoplade en Roadster:
- En vægophængt oplader på 208-240 Volt og 70 Ampere.
- En transportabel oplader på 120-240 Volt og 40 Ampere, der kan bruges til andre elbilers opladere (med adaptere).
- En transportabel oplader på 120 Volt og 15 Ampere, der kan tilsluttes en standard nordamerikansk stikkontakt.

Opladningstiden varierer, men under de bedste omstændigheder kan den gå fra 0-100 % på fire timer med en vægophængt oplader. Modsat kan det, med en almindelig stikdåse, tage 48 timer at lade op.

### Præstation
Den almindelige Roadster har en acceleration fra 0-97 km/t på 3,9 sekunder, mens det for Sport-modellen tager 3,7 sekunder. Dette er blevet bekræftet af bilmagasinet MotorTrend. Tophastigheden på en Roadster har en elektronisk begrænsning på 201 km/t. Den vejer omkring 1.200 kg og er baghjulstrukken.
Scotty Pollacheck brugte i juli 2009 en Roadster til at slå rekorden for den hurtigste kvarte mil (ca. 402 m) hos National Electric Drag Racing Association i Portland, Oregon, USA.
Den målte rækkevidde hos det amerikanske Enviromental Protection Agency var 372 km ved bykørsel, 360 km ved motorvejskørsel (selvom det dog skal nævnes, at hastighedsbegrænsningen på de fleste amerikanske motorveje cirka svarer til den på de danske landeveje) og 365 km ved blandet kørsel.

## Priser
- INDEX: Award 2007
- BusinessWeek: Best Product design of 2007[24]
- Forbes: Best car 2006.
- Time: Best Inventions 2006 & 2008 - Transportation Invention.[25]
- Global Green USA: Product/Industrial Design
- Popular Mechanics:Breakthrough Awards 2006.[26]
- CarDomain: People's Choice: Most Exciting 2007 Car Lunch
- 2009 Best Green Exotic, duPont REGISTRY[27]

## Galleri
- Tesla Roadster 2008 set forfra.
- Tesla Roadster 2008 set bagfra.
- Interiør af Roadster 2.5 fra juli 2010.
- Roadster med åben forende.
- Roadster med åben bagende og bagagerum.
- Roadster 2.5 set bagfra.
- Tesla Roadster Sport set forfra
- Roadster på opladning i Amsterdam, Holland.
- En Tesla Roadster som taxa i Oslo.
- Teslas logo på en Roadster Sport.